# Albedo de nube

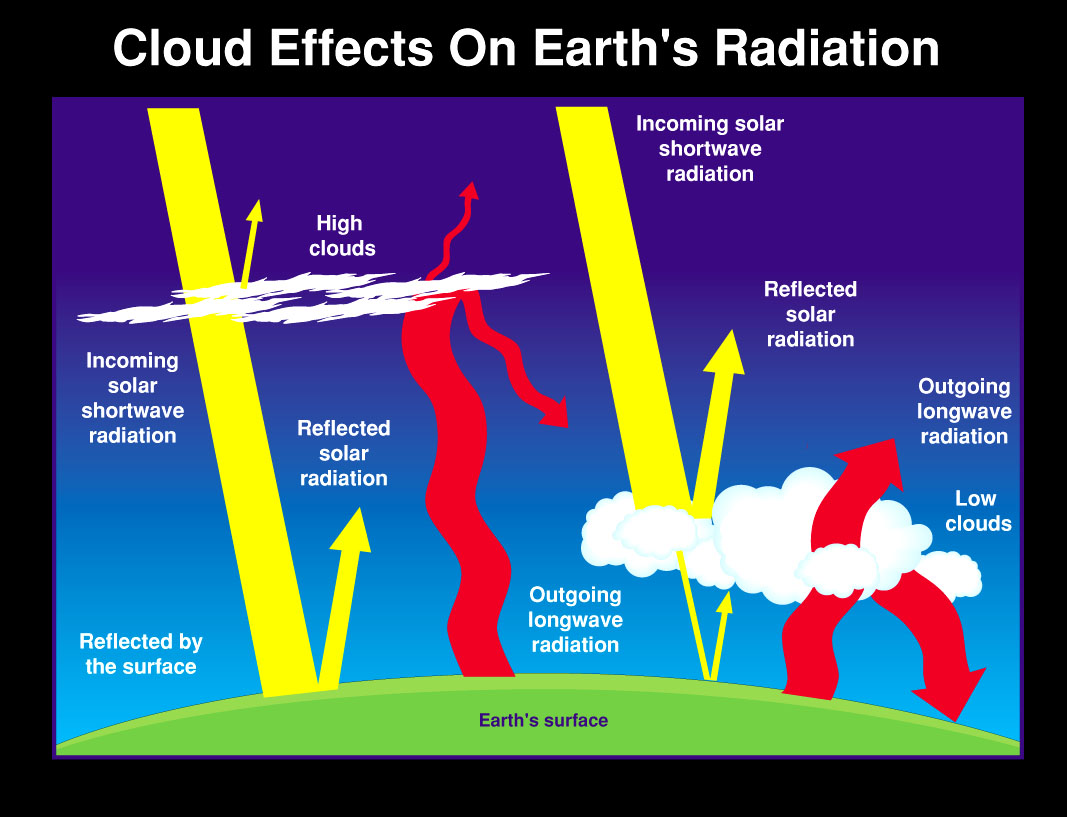
Distribución de la radiación solar. Fuente NASA

El albedo de nube es la medida de la  reflectividad de las nubes. Un valor de albedo alto indica mayor reflectividad de la radiación solar y, por lo tanto, menor transmisión de radiación hacia la superficie terrestre. El albedo de las nubes depende de su tamaño y distribución en la superficie terrestre, del ángulo de incidencia, de la masa total de agua que contienen y de la forma y abundancia de las gotitas y partículas de su interior.
El albedo de las nubes, junto con el efecto invernadero que las mismas nubes producen, tiene una considerable influencia en el balance energético de la Tierra.
Las nubes densas, como los estratocúmulus, reflejan un gran porcentaje de la radiación solar incidente, y por tanto, tienen mayor albedo. Las nubes delgadas, como los cirros, dejan pasar mayor radiación solar y, por tanto, tienen un albedo bajo.